# Bahía de San Juan del Norte
La bahía de San Juan del Norte es una bahía ubicada sobre el litoral marítimo del mar Caribe en el departamento de Río San Juan, en la República de Nicaragua.
La bahía fue explorada por  Ephraim George Squier en 1849, como parte del reconocimiento que realizó para construir un canal del Caribe al Pacífico, a través de la ruta del San Juan y el Lago de Nicaragua; en su diario de viaje “Nicaragua, sus Gentes y sus Paisajes” publicado en 1852, expresó  “la bahía no es grande, pero sí es mejor y más espaciosa de lo que generalmente se supone. Su entrada es fácilmente accesible, y solamente los barcos más grandes tropiezan con cierta dificultad para pasar la barra y aportar en un cómodo y seguro fondeadero”.

## Intento de construcción de canal interoceánico
El 26 de agosto de 1849, el gobierno de Nicaragua firmó un contrato con un grupo de inversores liderados por el norteamericano Cornelius Vanderbilt. El contrato le otorgaba a la Accessory Transit Company los derechos exclusivos para construir un canal entre el Océano Atlántico (mar Caribe) y el Océano Pacífico dentro de un plazo de 12 años, y le daba a la compañía los derechos exclusivos para explotar una ruta comercial que cruzaba el istmo de Rivas por tierra. El extremo del canal en el Caribe se había planificado fuera al norte de la desembocadura del río San Juan, comenzando en la bahía de San Juan del Norte, para luego confluir con el río San Juan tras un estero.